# Справа членів ЦК УПСР
Справа членів Центрального Комітету Української партії соціалістів-революціонерів (1921) — організований більшовицькою владою судовий процес над керівниками і діячами Української партії соціалістів-революціонерів.
Судові засідання відбулися 22—29 травня 1921 року. Процес започаткував ліквідацію найбільш масової та впливової української партії часів визвольних змагань 1917—1921 років. До судової відповідальності за звинуваченням у політичному злочині —  боротьбі проти радянської влади за підтримки держав Четвертного Союзу  та Антанти — було притягнуто вісім осіб: членів УПСР Всеволода Голубовича, Івана Лизанівського, Івана Часника, Назара Петренка, Юрія Ярослава, Сергія Остапенка, Юрія Скугар-Скварського та члена УСДРП Григорія Сиротенка.  Всі вони, окрім хіба Скугар-Скварського, обіймали в різний час відповідальні посади в урядах УНР. За вироком Революційного трибуналу обвинувачені засуджувалися до ув'язнення терміном на 5—10 років. На початку жовтня 1921 р. фігуранти справи були амністовані.

## Опис

### Справа Центрального українського повстанського комітету (ЦУПОК)
Започатковувалося слідство від кінця 1919 року під назвою «Справа Центрального українського повстанського комітету (ЦУПОК)», згодом провадилося під назвою «Справа так званого уряду Української народної республіки та Центральних комітетів українських партій соціалістів-революціонерів і соціал-демократів». Справа зберігається в Галузевому державному архіві СБУ (Ф. 6, спр. 69270-фп в сорока томах). Слідство концентрувалося в Особливому відділі при ВУЧК у Харкові, сюди звозилися підслідні особи, арештовані в різний час і в різних місцях.
1919 рік  в Україні позначений протистоянням чотирьох основних мілітарних потуг (української, російської більшовицької, російської білогвардійської, польської) та масовими різноспрямованими повстанськими рухами. Ці рухи намагалися консолідувати в своїх інтересах численні повстанські, революційні комітети, штаби. ЦУПОК було утворено восени 1919 року в Кам'яці-Подільському при уряді Ісака Мазепи для координації проукраїнських загонів, що діяли на українських територіях зайнятих більшовицькими та денікінськими військами. До нього входили представники партій, що творили протягом 1919 року директоріанські коаліційні уряди УНР, а саме Назар Петренко (УПСР), П. Феденко (УСДРП), О. Щадило (Селянська спілка). Цей повстанський комітет викликав особливу заклопотаність ВУЧК.
Захоплення 16 листопада 1919 року Кам'янця-Подільського польським військом (листопадовий 1919 року крах УНР) та взятий Симоном Петлюрою курс на укладення військово-політичної угоди з Польщею, призвели до фактичного розпаду коаліції українських есдеків та есерів. Центристська УПРС, керована Закордонною делегацією на чолі з М. Грушевським, остаточно застановляється на політиці легалізації партії в УСРР, розраховуючи принаймні надати радянській владі в Україні конфедеративного українського характеру. Багато чільних діячів УПСР не емігрують, а то й повертаються на підконтрольні більшовиками території. З січня 1920 року в Києві перебувають Назар Петренко (він після смерті від тифу Дмитра Одрини, що сталася якраз 16 листопада 1919 року, очолив ЦК УПСР), Іван Лизанівський, Олександр Щадило, Саватій Березняк, Юрій Ярослав, Микола Любинський, Теофан Черкаський, Дмитро Сухенко, Олександр Мицюк. Вони позиціонують себе як члени ЦК УПСР, і 7 лютого 1920 року приймають і поширюють постанову про визнання радянської влади та готовність співпрацювати з нею. Ця постанова не викликала відразу позитивної реакції більшовицького керівництва, і УПСР продовжує перебувати на нелегальному становищі. Недовіру до зусиль українських есерів-центристів нагнітали агент ВУЧК київський журналіст Євгеній Валеріанов (справжнє прізвище Асніс Єфім Абрамович) та авантюрист, розвідник Іван Бірюков (справжнє прізвище Бойко Олексій Олексійович, інші псевдо Кухта, Морісон, Шепелевський, Кухтинський). Останній, людина не надто освічена, з психічними комплексами, довший час входив до оточення члена Директорії Макаренка, виконуючи інтендантські, зв'язкові, інформаційно-розвідувальні завдання. Від грудня 1919 року на Поділлі він входив до штабу повстанського загону Шепеля, був комендантом Вінниці, хворим на тиф потрапив до рук чекістів, довго лікувався, зрештою під псевдо Іван Бірюков був завербований до ВУЧК, постачаючи цій організації великий масив інформації, достовірної та сфальшованої, про діяльність Директорії, С. Петлюри, урядів С. Остапенка, Б. Мартоса, І. Мазепи. Бойко-Бірюков залучався чекістами до слідчої діяльності, ймовірно, саме він підштовхнув чекістів до рішення переформувати «Справу про ЦУПКОМ» у «Справу про так званий Уряд УНР» та заарештувати В. Голубовича, який у 1920 році легалізувався в Кам'янці-Подільському як працівник місцевого університету.
У квітні 1920 року до Києва прибувають з Варшави Аркадій Степаненко та Іван Часник, які мали завдання від Закордонної делегації УПСР активізували перемовини з більшовицькими очільниками УСРР про легалізацію партії. Такі переговори проходять після перелому в польсько-радянській війні на користь більшовиків та їхнього повернення до Києва в червні 1920 року. Через Панаса Любченка, свого колишнього колегу з лівого крила УПСР, боротьбиста, а з березня 1920 року члена КП(б)У, Петренко, Лизанівський, Степаненко, Березняк виходять на В. Затонського (тоді члена Реввійськради 13-ї та 14-ї армій), київських чекістів В. Балицького, М. Павлова (Й. Фейхеля), Є. Михайлову, намагаються їх переконати, що ЦУПОК (Петренко-Феденко-Щадило) був спрямований на боротьбу з денікінцями і що легалізована опозиційна УПСР буде конструктивною і лояльною щодо УСРР. Чекісти починають підступну гру: вони дають змогу керівним членам УПСР легально працевлаштуватися (щоб спростити стеження за ними), обіцяють не перешкоджати проведенню партійної конференції (щоб мати змогу при потребі заарештувати її учасників), а справу легального статусу всієї УПСР пропонують вирішувати з керівництвом УСРР і КП(б)У в Харкові. Туди виїздить 18.09.20 року І. Лизанівський з дружиною.
Від початку 1920 року про перехід на націонал-комуністичні позиції оголошує і Володимир Винниченко. Він вступає в переговори з московським більшовицьким керівництвом про співробітництво, які виглядали конструктивнішими за спроби есерів-центристів легалізуватися. Від кінця травня до 21 вересня 1920 року він як громадянин Чехословаччини перебуває у Москві, звідти двічі приїздить до Харкова. IV Всеукраїнський з'їзд рад обирає його до Всеукраїнського центрального виконавчого комітету (ВУЦВК). Винниченко подає до ЦК РКП(б) доповідну записку про свої умови повернення і роботи в УСРР, які мали б забезпечити йому реальний вплив на політичні процеси, передає листа В. Ленінові, має розмови з Г. Чичеріним, Л. Каменєвим, Л. Троцьким, Г. Зінов'євим, Х. Раковським, Д. Мануїльським, Г. Петровським. Вони починають з ним бюрократичну тяганину: схиляють «пожити» в пролетарському місті Петрограді, пропонують посаду заступника голови РНК, наркома закордонних справ, місце в ЦК КП(б)У; він домагається свого кооптування до Політбюро КП(б)У, проти цього категорично заперечують. Врешті Винниченко остаточно переконується в безпідставності своїх ілюзій щодо здатності більшовиків будувати той соціалізм, яким він його собі уявляв, та можливостей впливати на ці процеси у інтересах українського народу. Їдучи до совєтської Росії, Винниченко мав осторогу, що його не випустять, але врешті московські керівники дозволяють йому повернутися до Європи. 

### Справа Уряду Української народної республіки і ЦК Українських партій соціалістів-революціонерів і соціал-демократів
Харківське ж більшовицьке намісництво приблизно в цей час переформатовує «Справу ЦУПОК-а» у «Справу Уряду УНР», а в жовтні заарештовує частину легалізованих у Києві керівників УПСР (декому з них вдається знову перейти на нелегальне становище). Реєстр осіб, що їх планувалося залучити до процесу, складає 99 позицій. Арештовувались чи допитувались, як свідки, до трьох десятків чоловік. До основних реальних фігурантів справи можна зарахувати таких діячів:
1. Петро Бензя (есдек, арештований 5.04.1920 у Києві, звільнений до суду 9.03.1921); 2. Георгій (Юрій) Скугар-Скварський (есер, арештований 5.04.1920 у Києві); 3. Варлам Попів-Найда (есер, арештований 5.04.1920 у Києві, звільнений до суду); 4. Опанас Блоха (есдек, арештований 17.06.1920 у Києві, помер 3.03.1921 у Харківській в'язниці); 5. Всеволод Голубович (есер, арешт. 11.08.1920 у Кам'янці-Подільському); 6. Михайло Токаревский (есдек, арештований 18.08.1920 у Полтаві, звільнений до суду 9.03.1921); 7. Іван Часник (есер, арештований 13.10.1920 у Києві); 8. Назар Петренко (есер, арешт.16.10.1920 у Києві); 9. Іван Лизанивский (есер, арешт.19.10.1920 у Харкові); 10. Саватій Березняк (есер, арештовувався 19-23.10.1920 та 9.11.1920 у Києві, помер у Харківській в'язниці 28.01.1921); 11. Григорій Сиротенко (есдек, арештований 21.10.1920 у Нових Санжарах); 12. Григорій Солодарь (бундівець, арештований 7.12.1920 у Бердичеві, звільнений до суду 9.03.1921); 13. Михайло Петрицький (арештований на початку 1920 р., помер в Харківській в'язниці 15.02.1921); 14. Юрій (Георгій) Ярослав (есер, арештований 11.01.1921 у Києві); 15. Володимир Чехівський (есдек, арешований 21.01.1921 у Вінниці, звільнений до суду 22.03.1921); 16. Тетяна Кардиналовська-Голубович (б/п, арештована на початку 1921 року, звільнена 3.02.1921 до суду); 17. Сергій Остапенко (есер, арештований 13.05.1921 у Києві).
Справа просувається мляво. Пік слідчої діяльності припадає на час від 26 грудня 1920 по 7 січня 1921 року (найімовірніше після наганяю з ЦК КП(б)У). У ці дні від католицького до православного Різдва двоє слідчих — С. Дукельський та І. Бірюков — складають більше тридцяти протоколів допитів арештованих, настирливо допитуючи чи не кожного по кілька разів. 20 січня 1921 року основний слідчий, начальник секретно-оперативної частини Семен Дукельський, підписує «Заключение по делу [так называемого Правительства УНР и Центральных комитетов Украинских партий социалистов-революционеров и социал-демократов]». Цей машинопис на 116 сторінок (ймовірно, співавтором його був Бойко-Бірюков), що складає другий том справи, містить чекістський «історичний огляд» визвольних змагань українського народу та обвинувальні висновки стосовно 76 осіб, з яких лише одинадцять були на той момент під арештом. До всіх їх, крім одного, в документі пропонується застосувати найвищу міру покарання, а ще не заарештованих оголосити поза законом. «Розстрільний список» наводиться із збереженням авторського написання імен та прізвищ російською мовою (імена заарештованих на той час виділені курсивом; показово, що у цьому реєстрі В. Винниченко фігурує вже як «враг народа»):
1) Всеволод Голубович, 2) Николай Ковалевский, 3) О. Жуковский, 4) Дмитрий Одрина (помер 16 листопада 1919 року), 5) Иван Фещенко-Чоповский, 6) Леонид Михайлов, 7) Сергей Тимошенко, 8) Михаил Ткаченко, 9) Владимир Винниченко, 10) Симон Петлюра, 11) Порш, 12) Борис Мартос, 13) Павел Христюк, 14) Швец, 15) Андриевский, 16) Макаренко, 17) Владимир Чеховский, 18) Александр Мицюк, 19) Никита Шаповал, 20) Дмитрий Антонович, 21) Михаил Белинский, 22) Борис Матюшенко, 23) Иван Штефан-Паливода, 24) Сергей Остапенко, 25) Александр Осецкий, 26) Петр Холодный, 27) Сергей Шелухин, 28) Василий Мазуренко, 29) Филипп Пилипчук, 30) Иван Липа, 31) Иван Симонов, 32) Иван Огиенко, 33) Михаил Корчинский, 34) Абрам Ревуцкий, 35) Григорий Сиротенко, 36) Александр Шаповал, 37) Григорий Чижевский, 38) Михаил Кривецкий, 39) Евгений Архипенко, 40) Константин Мациевич, 41) Дмитрий Маркович, 42) Оксен Корчак-Чепурковский, 43) Осип Назарук, 44) Андрей Левицкий, 45) Исаак Мазепа, 46) Владимир Темницкий, 47) Антон Крушельницкий, 48) Николай Шадлун, 49) Теофан Черкасский, 50) Андрей Шрамченко, 51) Осип Безпалко, 52) Иван Лызанивский, 53) Михаил Белоус, 54) Никифор Григорьев, 55) Пинхас Красный, 56) Владимир Кабачков, 57) Михаил Миронович, 58) Сальский, 58) Аполинарий Моршинский, 60) Вячеслав Липинский, 61) Станислав Стемпковский, 62) Вячеслав Прокопович, 63) Виктор Онихимовский, 64) Александр Саликовский, 65) Андрей Никовский, 66) Иларион Косенко, 67) Назар Петренко, 68) Иван Часнык, 69) Щадило, 70) Петр Бензя, 71) Григорий Солодарь, 72) Михаил Токаревский, 73) Георгий Скугар-Скварский, 74) Савватий Березняк, 75) Аркадий Степаненко, 76) Афанасий Блоха.
Замовником цього «Заключения» ймовірно був В'ячеслав Молотов. Він з листопада 1920 по березень 1921 р. обіймав пост першого секретаря ЦК КП(б)У і проводив жорстоку антиукраїнську політику. Хід слідства, принаймні від початку 1921 року, регулярно розглядається на засіданнях політбюро КП(б)У. Але справа і далі гальмується, бракує доказів щодо конкретних арештованих осіб. На цей час припадає діяльність Верховної слідчої комісії ВУЦВК, яка мала визначити подальше судове провадження. До комісії включено Левка Коваліва, Михайла Лебединця і Семена Дукельського. Перші двоє, теж колишні однопартійці заарештованих есери-боротьбисти, а з березня 1920 року вже члени КП(б)У: Ковалів на той час був заступником наркома закордонних справ, членом ВУЦВК, Лебединець — членом колегії наркомату юстиції, завідувачем касаційного відділу і головою Верховного касаційного трибуналу при ВУЦВК. Комісія проводить нову серію допитів арештованих та Олексія Бойка (І. Бірюкова). За бажанням арештованого протоколи ведуться українською мовою, характер допитів досить безсторонній. Слідча комісія приймає постанови: про звільнення з-під арешту за браком доказів Олексія Білоуса, Григорія Солодаря, Петра Бензі, Михайла Токаревського, Федора Булата, Івана Аністратенка, Володимира Чехівського; про арешт Олексія Бойка «як міжнародного-контррозвідника»; про звітування щодо роботи комісії на політбюро ЦК КП(б)У; про оновлення складу слідчої комісії для прискорення завершення слідства та передачі справи на розгляд трибуналу в термін до одного місяця. За постановою Політбюро ЦК КП(б)У від 29 березня 1921 року таку нову комісію ВУЦВК очолив В. Балицький. Але бюрократична тяганина по формуванню Верховного надзвичайного революційного трибуналу в цій справі тяглася ще два місяці. На голову, членів трибуналу, обвинувачів політбюро ЦК КП(б)У вперто намагалося призначити авторитетніших українців, а адвокатами — росіян. 3 травня 1921 року шестеро арештантів-есерів (Голубович, Петренко, Лизанівський, Часник, Ярослав, Скугар-Скварський) солідарно подають до слідчої комісії ВУЦВК заяви про оголошення голодування в знак протесту проти зволікання розгляду справи у суді. Нарешті 5 травня Політбюро більш-менш твердо визначає склад Трибуналу.

### Справа членів ЦК УПСР
Судові засідання відбулися 22—29 травня 1921 року в будинку київського Купецького зібрання (нині Київська філармонія). До Києва суд було перенесено в розрахунку, що тут він матиме ширший показово-повчальний, застрашувальний розголос. Склад Верховного надзвичайного революційного трибуналу врешті було визначено таким: голова М. Михайлик, члени Кабаненко (член президії ВУЦВК), К. Марченко, Гайцан, Бідний; державні обвинувачі Д. Мануїльський (член президії ВУЦВК) і М. Лебединець (член колегії Наркомюст-у); правозаступники П. Шубін і Н. Попов. Як свідки на процесі виступали: 
24.05 — Панас Любченко, голова Чернігівського Губвиконкому;
26.05 — Дмитро Козловський, учитель з Андріївської волості Київської губернії; Григорій Хименко, редактор газети «Коммунист» у Києві; Олена Мар'яненко, завідувачка політвідділом Наросвіти у Києві; Світозар-Олег Драгоманов, секретар газ. «Большевик»; Володимир Чехівський, викладач (професор) Вінницького інституту народної освіти; Володимир Затонський, член Революційної військової ради Київського військового округу;
27.05 — Іван Кулик, член ЦК КП(б)У, Харків; Юрій Мазуренко, працівник Наркомзем-а, Харків; Омелько Волох, працівник ВУЦВК-а, Харків; Василь Блакитний-Еланський, редактор «Центральних вістей», член ВУЦВК-а, Харків; Костянтин Прокопенко, працівник Всевидат-у, Олександр Шумський, член ВУЦВК-а, Харків; Петро Бензя, працівник «Вістей», Харків; Андрієнко, студент Мироцького технікуму на Київщині; Михайло Кочергін, завідувач канцелярією Мироцького технікуму на Київщині
До підсудних було застосовано досить «ліберальні» покарання. Прикінцева частина вироку у справі українських есерів звучить так:
|  | Чрезвычайный Революционный трибунал Республики считает, что тяжкие преступления по отношению к рабочим и селянам Украины, содеянные ЦК УП с.-р., всей партией и отдельными ее представителями в недавнем прошлом, заслуживают наивысшего и наисуровейшего наказания перед лицом мирового пролетариата и в тоже время Трибунал, принимая во внимание мощь и величие революционного движения настоящего времени, крепость советского движения на Украине, открытое раскаяние перед лицом пролетариата и крестьянства граждан Голубовича, Петренко, Лызанивского, Часныка и Ярослава во всех преступлениях, сделанных ими в отношении трудящихся, торжественное публичное обещание этих подсудимых словом и делом бороться с т.н. УНР и с повстанческо-бандитским движением на Украине и, руководствуясь в этом деле революционной совестью и социалистическим правосознанием, приговорил граждан: 1) Голубовича Всеволода Александровича, 36 лет, из крестьян села Полтавки Балтского уезда Подольской губернии; 2) Петренко Назара Антоновича, 29 лет, из крестьян с. Бережевки Прилуцкого уезда Полтавской губ.; 3) Лызанивского Ивана Николаевича, 29 лет, из крестьян с. Заречье Золочевского уезда (Галиция); 4) Часныка Ивана Николаевича, 32 лет, из бывших дворян с. Крынки Кремечугского уезда Полтавской губ.; 5) Ярослава Юрия Юрьевича, 31 года, из граждан местечка Остапье Хорольского уезда, — к заключению в концентрационный лагерь сроком на 10 лет каждого. Гражданина Скугар-Скварского Юрия Александровича, 26 лет, из граждан с. Кумейки Черкасского уезда Киевской губ., — к заключению в концентрационный лагерь сроком на 5 лет; Гражданина Сиротенко Григория Тимофеевича, 33 лет, из крестьян местечка Новые Санжары Кобелякского уезда Полтавской губ. — к заключению в концентрационный лагерь сроком на 5 лет; Гражданина Остапенко Сергея Степановича, 40 лет, из местечка Троянов Житомирского уезда Волынской губ. — к заключению в концентрационный лагерь сроком на 5 лет. Чрезвычайный трибунал постановил применить к осужденным Голубовичу, Петренко, Лызанивскому, Часныку, Ярославу и Сиротенко амнистию, объявленную 5-м Всеукраинским Съездом Советов, и заменить осужденным подсудимым Голубовичу, Петренко, Лызанивскому, Часныку, Ярославу, вышеозначенное наказание заключением на 5 лет в концентрационный лагерь, а осужденного Сиротенко освободить совершенно от отбывания назначенного ему наказания. Принимая во внимание решительное осуждение в настоящий момент и в будущем осужденным Остапенко всей политики УНР и всех бандитских выступлений и принимая во внимание ценность Остапенко, как научной силы, Трибунал постановил заменить Остапенко вышеозначенное наказание 5 годами принудительных работ, без лишения свободы, с использованием по специальности. К осужденным гр. Скугар-Скварскому и Остапенко амнистии 5-го Всеукраинского съезда не применять. Приговор окончательный и пересмотру не подлежит. Председатель Михайлик. Члены: Кабаненко, Бидный, К. Марченко, Гайцан. |

Після процесу засуджених знову перевозять до Харкова. Їх роблять заложниками в підступній грі, спрямованій на розклад організованої української еміграції та повернення визначних її діячів у підсовєтську Україну на умовах повної політичної та ідеологічної капітуляції. 8 липня 1921 р. з Відня через Прагу до Москви приїздить член Закордонної делегації УПСР Микола Чечель, близький співробітник М. Грушевського. Він мав завдання взяти участь в роботі Конгресу ІІІ Інтернаціоналу, що саме в ті дні проходив у Москві (на Конгрес його не допущено), а також провести переговори з совєтськими чинниками в Україні про можливі умови легалізації УПСР та повернення її діячів з еміграції. Такі переговори М. Чечель провів в Москві та Харкові з Шумським, Раковським та Мануїльським. Вони не залишили жодних ілюзій щодо можливості будь-якої багатопартійності в УСРР. 22 липня і наступні дні посланець мав змогу зустрічатися і вести довгі перемови з засудженими членами ЦК УПСР Петренком, Лизанівським, Голубовичем, Ярославом (Часника серед учасників зустрічей не названо), які сиділи «в Харкові в політичній в'язниці, що зветься політичним ізолятором». Результати, чи радше безрезультатність місії М. Чечеля, не змусили віденську групу Закордонної делегації УПСР (М. Грушевський, П. Христюк, М. Чечель, М. Шраг) відмовитись від пошуків шляхів повернення, і вони пізніше таки повертаються на Україну.
Через чотири місяці після суду (6 жовтня 1921 р.) засуджених українських есерів було звільнено під розписки з зобов'язаннями не виїздити з Харкова, повідомляти про зміну помешкання і щотижня реєструватися в міліції. А в 1931 р. В. Голубович, І. Лизанівський, Н. Петренко, Ю. Ярослав були засуджені в процесі «Український національний центр». По цьому процесу проходило 50 осіб, включно з іншими визначними діячами УПСР — В. Мазуренком, Арк. Степаненком, П. Христюком, Т. Черкаським, М. Чечелем, М. Шрагом. Була спроба долучити сюди і М. Грушевського, колишнього неформального лідера есерів-центристів.
З восьми учасників процесу над есерами 1921 р. вижив хіба що наймолодший Ю. Скугар-Скварський. У 1958 р. він жив у Красноярську і в зв'язку з досягненням пенсійного віку звертався до М. Хрущова з проханням про реабілітацію. В просторому клопотанні він розповідав про своє звивисте авантюрницьке життя. В клопотанні він пише: «По предложению секретаря ЦК КП(б)У тов. Мануильского Д. З. в феврале 1922 года я поехал за границу с заданием склонить широкие слои эмиграции вернуться на родину и разоблачить подлую деятельность верхушки украинской эмиграции. Как я справился с этой задачей можна судить по злобной пене русских, украинских эмиграционных газет, обвинявших меня во всех грехах. В одном из журналов украинские заправилы обвинили меня в полном развале армии УНР и массовых возвращениях украинских и русских эмигрантов на родину. В 1924 году я женился в ЧСР на дочери шахтера — чешке. В октябре 1924 года после моего доклада о контрреволюции ЧСР по настоянию ЦК УПСР предложила покинуть Чехословакию. Перед отъездом пугали возвратом в СССР. Предсказывали, что меня если не расстреляют, то замучат в тюрмах. Некоторые советовали пойти к заправилам эмиграции, стать на колени, покаяться и превратиться в невозвращенца. Накануне отъезда от украинского громадского комитета, что в СССР они меня везде найдут и при помощи своих людей со мной расправятся. Вместе с группой реэмигрантов я выехал в СССР комендантом эшалона. По приезде в Киев сдал эшалон и поехал в Харьков, где работал в редакции газеты „Селянська правда“. В феврале 1925 года ко мне приехала жена.» Цілком ймовірно, що Ю. Скугар-Скварський контактував за кордоном з М. Грушевським і також якось вплинув на повернення останнього до України (вчений приїхав з Відня до Києва на початку березня 1924 року). А вже в лютому 1925 року Ю. Скугар-Скварського було заарештовано, і відтоді з Соловків почалося його поневіряння по таборах та місцях висилки, яке з невеликими перервами тривало 24 роки. Амністовано його було вже в липні 1954 року. В реабілітації 1958 року йому було відмовлено з посиланнями саме на матеріали процесу 1921 р.
Показова доля і Олексія Бойка — Івана Бірюкова. 23 березня 1921 року його арештовують за постановою слідчої комісії; 28 червня С. Дукельський підписує просторий обвинувальний висновок у його справі з пропозицією «объявить Бойко Алексея Алексеевича врагом рабочих и крестьян и приговорить его к высшей мере наказания — растрелять»; 21 жовтня 1921 року цей вирок затверджує судова колегія ВУЧК (чи було його виконано — не встановлено).
Нетипово щасливо склалася доля Семена Дукельського (1892—1960). Він, що починав свою кар'єру в 1908 році піаністом у кінотеатрах, пропрацював в органах безпеки до 1938 року, потім був головою Комітету в справах кінематографії при РНК СРСР, наркомом морського флоту СРСР, заступником наркома юстиції РРФСР, з 1954 року (у зв'язку з післяберієвською перебудовою органів безпеки) — персональний пенсіонер союзного значення.